# Merodictya
Merodictya és un gènere monotípic d'arnes de la família Crambidae descrit per William Warren el 1896. Conté només una espècie, Merodictya marmorata, descrita per Thomas Pennington Lucas el 1892, que es troba a Austràlia, on ha estat registrada a Queensland i Nova Gal·les del Sud.
Els adults són marrons i amb taques blanques disperses a les ales.